# Löfbergs

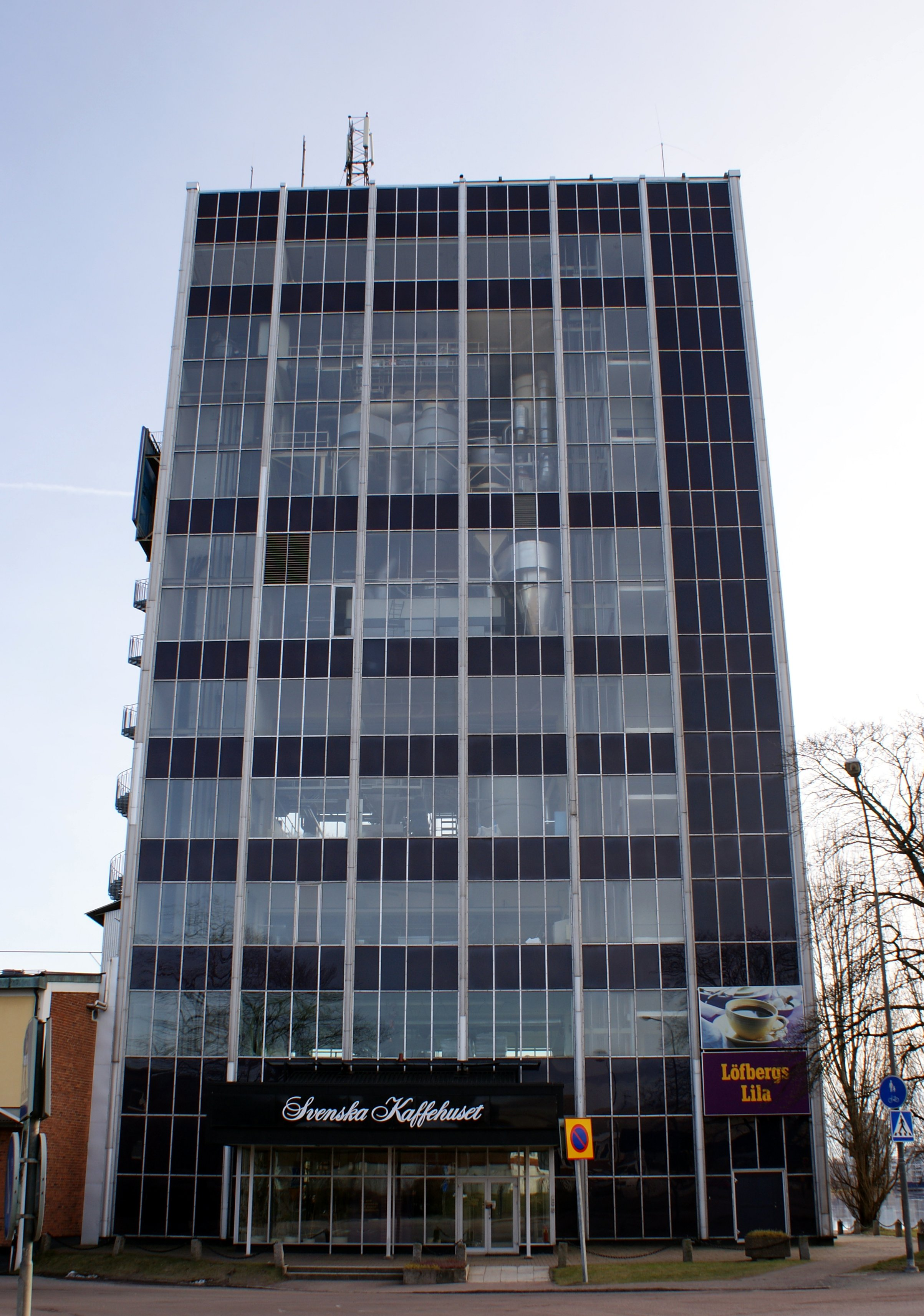
Der Firmensitz von Löfbergs

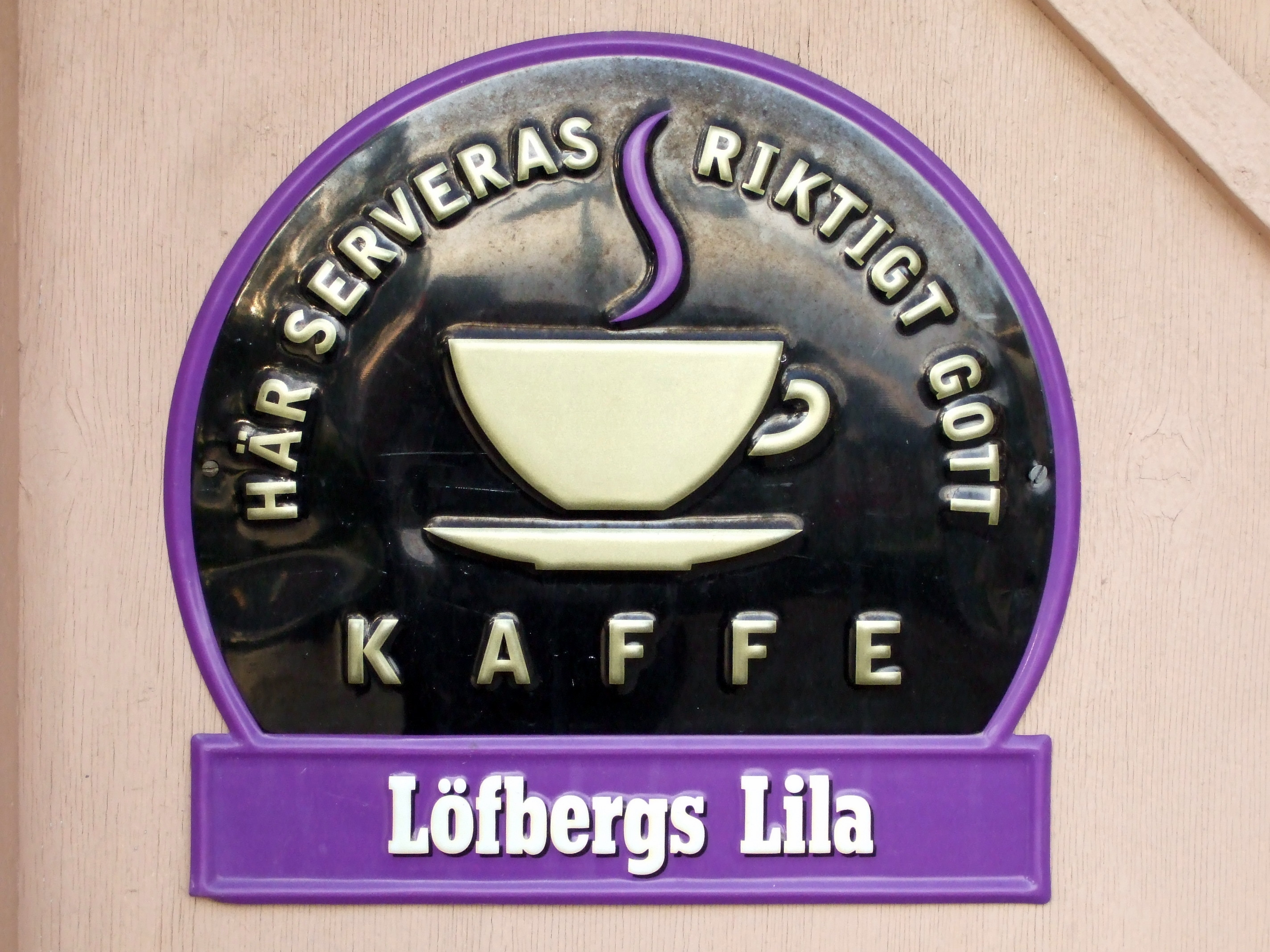
Werbeschild für Löfbergs Lila

Löfbergs AB (bis 2012 Löfbergs Lila AB) ist ein schwedischer Kaffeeröster mit Sitz in Karlstad. Neben einer Rösterei am Stammsitz verfügt Löfbergs über eine Niederlassung im dänischen Viborg. Das Unternehmen zählt zu den bedeutendsten europäischen Importeuren von Kaffee aus fairem Handel und ökologischem Anbau. Löfbergs besitzt daneben die Markenrechte für die Teemarke Kobbs.
Das Unternehmen wurde 1906 von den Brüdern Josef, Anders und John Löfberg gegründet. Schon nach kurzer Zeit hatten die Gebrüder Löfberg elf verschiedene Kaffeesorten im Angebot, von denen die beliebteste mit ihrer lilafarbenen Verpackung namensgebend für das Unternehmen wurde.
Mit etwa 200 Beschäftigten zählt Löfbergs heute zu den größten Kaffeeröstereien in den nordischen Ländern. Der jährliche Umsatz beläuft sich nach Angaben des Unternehmens auf etwa eine Milliarde SEK. Das Unternehmen befindet sich nach wie vor in Familienbesitz und wird mittlerweile in der dritten und vierten Generation geführt. Jede Packung Löfbergs-Kaffee enthält auf der Seite eine persönliche Botschaft mit der Unterschrift der Marketingchefin Kathrine Löfberg, die der vierten Generation der Eigentümerfamilie angehört.
Löfbergs tritt unter anderem als Sponsor der Eishockeymannschaft Färjestad BK und des Stadions Löfbergs Arena auf.